# Monument aux morts de l'artillerie et du train
Le monument aux morts de l'artillerie et du train est un mémorial à Draguignan, en France. D'abord situé à Fontainebleau à partir de 1925, il est transféré vers son lieu actuel en 2004.

## Situation et accès
De nos jours, le monument est situé dans le quartier Bonaparte, à l'est de Draguignan, et plus largement à l'est du département du Var.

## Historique

### Inauguration
Le monument est sculpté par Marcel Gaumont, lauréat du prix de Rome, et est installé dans le quartier des Héronnières du château où stationne alors l'École de l'artillerie. Sa cérémonie d'inauguration a lieu le 8 juillet 1925, présidée par le président de la République Gaston Doumergue avec des membres du gouvernement, des maréchaux de France et des membres du Conseil supérieur de la guerre,,.

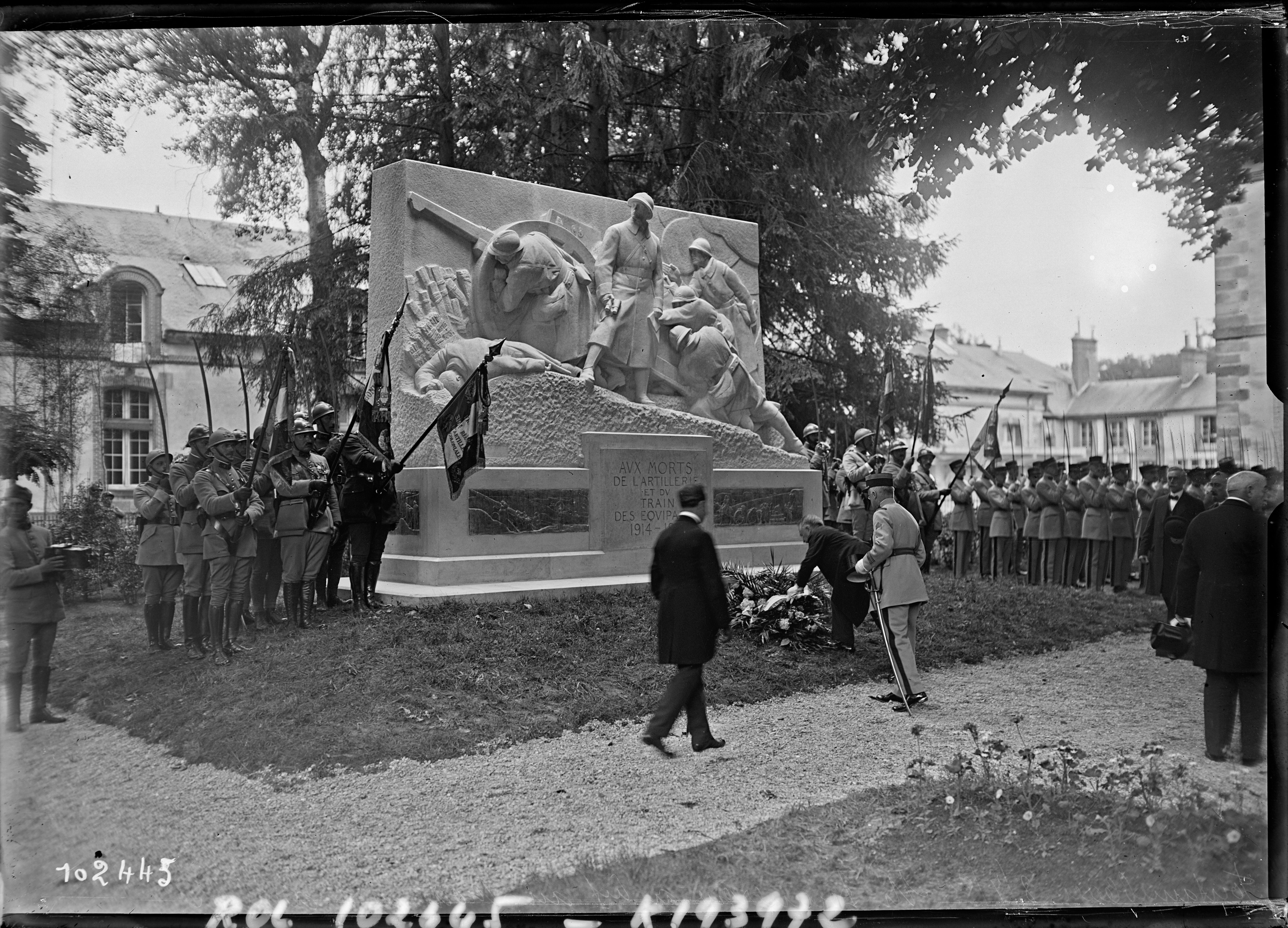
Doumergue déposant une gerbe au pied du monument lors de son inauguration.
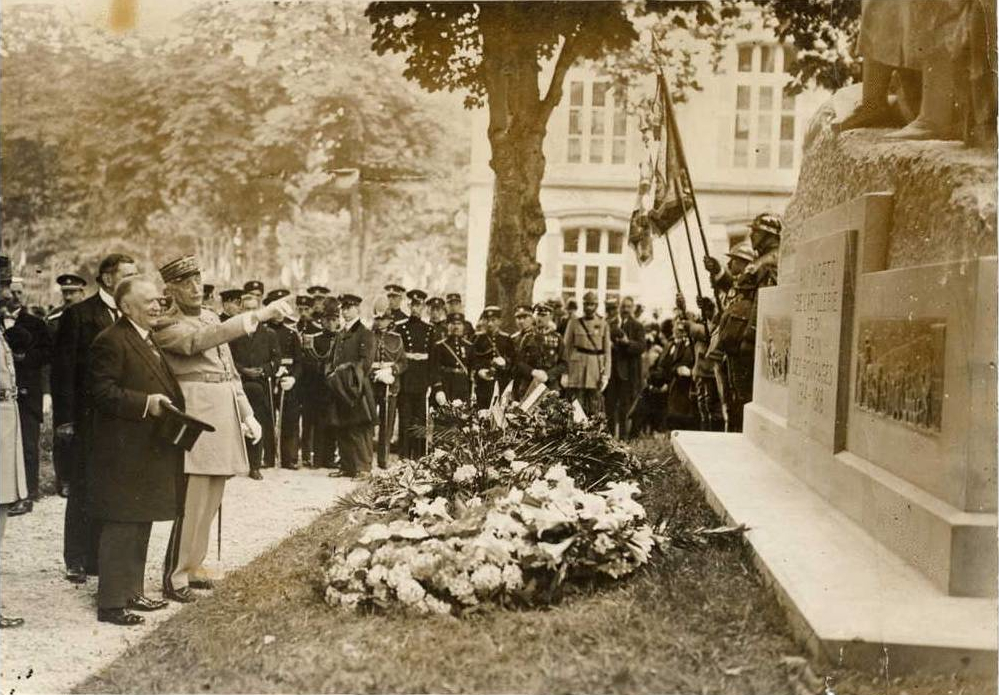
Doumergue entouré d'autres personnalités politiques et militaires devant le monument lors de son inauguration.
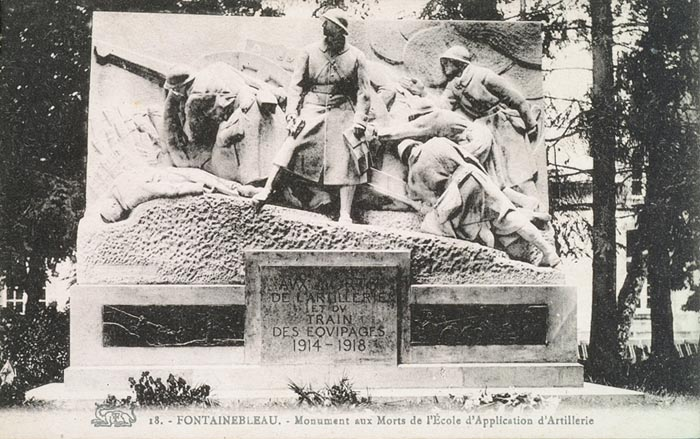
Carte postale représentant le monument vers le milieu du XXe siècle.

On peut également noter que la loi du 28 mars 1928 change l'appellation train des équipages militaires pour train, laissant par conséquent l'inscription sur le monument comme un témoignage du passé.

### Transfert
L'École de l'artillerie est successivement transférée dans d'autres villes à partir de 1940, laissant un emplacement peu cohérent à Fontainebleau. Dès 2000, le général Grenier demande son transfert à Draguignan, dans le quartier Bonaparte, où stationne à présent l'école, soit à une distance par orthodromie de plus de 600 km de la première ville. Cette opération est donc effectuée en 2004 et le 26 mai de cette année, on organise à cette occasion une cérémonie rassemblant tous les chefs de corps de l'artillerie et leurs étendards.

## Structure

### Avant
La partie avant du monument est un haut-relief représentant une scène de bataille, supportée par l'inscription « AVX MORTS / DE L’ARTILLERIE / ET DV / TRAIN / DES EQVIPAGES / 1914 - 1918 ». Le socle comporte plusieurs bas-relief en bronze et la partie arrière se compose d'une grande plaque répertoriant les victimes.

### Arrière
| Année | Arme                                                 | Subdivision                                          | Unités |
| ----- | ---------------------------------------------------- | ---------------------------------------------------- | --- |
| 1914  | Artillerie métropolitaine                            | Artillerie de campagne                               | Régiments : 1. 2. 3. 4. 5. 6. 7. 8. 9. 10. 11. 12. 13. 14. 15. 16. 17. 18. 19. 20. 21. 22. 23. 24. 25. 26. 27. 28. 29. 30. 31. 32. 33. 34. 35. 36. 37. 38. 39. 40. 41. 42. 43. 44. 45. 46. 47. 48. 49. 50. 51. 52. 53. 54. 55. 56. 57. 58. 59. 60. 61. 62 |
| 1914  | Artillerie métropolitaine                            | Artillerie de montagne                               | Régiments : 1. 2 |
| 1914  | Artillerie métropolitaine                            | Artillerie lourde                                    | Régiments : 1. 2. 3. 4. 5 |
| 1914  | Artillerie métropolitaine                            | Artillerie à pied                                    | Régiments : 1. 3. 5. 6. 7. 8. 9. 10. 11. 2. 4 |
| 1914  | Artillerie métropolitaine                            | Artillerie d’Afrique                                 | Régiments : 1. 2. 3. 4. 5. 6. 7. 8. 9. 10 |
| 1914  | Artillerie coloniale                                 | Artillerie coloniale                                 | Régiments : 1. 2. 3. 6 |
| 1914  | Train des équipages militaires et service automobile | Train des équipages militaires et service automobile | - Escadrons : 1. 2. 3. 4. 5. 6. 7. 8. 9. 10. 11. 12. 13. 14. 15. 16. 17. 18. 19. 20. 21 - 395 compagnons hippomobiles / service automobile - 23 sections T.P. - 101 sections T.M. - 21 sections de parc - 63 sections R.V.F. - 25 sections S.S. |
| 1918  | Artillerie métropolitaine                            | Artillerie de campagne hippomobile                   | Régiments : 1. 2. 3. 4. 5. 6. 7. 8. 10. 12. 13. 14. 15. 16. 17. 18. 19. 20. 21. 22. 23. 24. 25. 26. 27. 28. 30. 31. 32. 33. 34. 35. 36. 38. 39. 40. 42. 43. 44. 47. 48. 50. 51. 52. 53. 54. 55. 56. 58. 61. 62. 202. 204. 205. 207. 208. 210. 215. 216. 217. 218. 220. 221. 222. 223. 224. 225. 227. 231. 232. 233. 234. 235. 236. 237. 239. 240. 241. 242. 243. 244. 245. 248. 249. 251. 252. 254. 255. 256. 257. 259. 260. 261. 262. 263. 264. 265. 266. 267. 268. 269. 270. 273. 274. 275. 276 |
| 1918  | Artillerie métropolitaine                            | Artillerie de campagne portée                        | Régiments : 9. 11. 29. 37. 41. 45. 46. 49. 57. 59. 60. 201. 203. 206. 209. 211. 212. 213. 214. 219. 226. 228. 229. 230. 238. 246. 247. 250. 253. 258. 271. 272. 277. 278. 279 |
| 1918  | Artillerie métropolitaine                            | Artillerie de montagne                               | Régiments : 1. 2 |
| 1918  | Artillerie métropolitaine                            | Artillerie lourde hippomobile                        | Régiments : 101. 102. 103. 104. 105. 106. 107. 108. 109. 110. 111. 112. 113. 114. 115. 116. 117. 118. 120. 121. 130. 131. 132. 133. 134. 135. 136. 138. 301. 303. 305. 306. 308. 309. 313. 314. 315. 316. 317. 320. 330. 341. 342. 407. 409. 412. 413. 414. 416. 417. 418. 420. 421. 451. 452. 453. 454. 456. 457. 458. 459. 145. 345 |
| 1918  | Artillerie métropolitaine                            | Artillerie lourde à tracteurs                        | Régiments : 81. 82. 83. 84. 85. 86. 87. 88. 89. 90. 281. 282. 283. 284. 285. 286. 287. 288. 289. 290 |
| 1918  | Artillerie métropolitaine                            | Artillerie lourde à grande puissance                 | Régiments : 70. 71. 73. 74. 75. 76. 77. 78 |
| 1918  | Artillerie métropolitaine                            | Artillerie de tranchée                               | Régiments : 175. 176. 177. 178. 179 |
| 1918  | Artillerie métropolitaine                            | Artillerie à pied                                    | Régiments : 151. 152. 153. 154. 155. 156. 157. 158. 159. 160. 161 |
| 1918  | Artillerie métropolitaine                            | Voie de 0.60                                         | Régiments : 68. 69 |
| 1918  | Artillerie métropolitaine                            | Repérage                                             | Régiment : 163 |
| 1918  | Artillerie métropolitaine                            | Artillerie d’Afrique                                 | Groupes : 1. 2. 3. 4. 5. 6. 7. 8. 9. 10 |
| 1918  | Artillerie métropolitaine                            | Artillerie d’assaut                                  | Régiments : 501. 502. 503. 504. 505. 506. 507. 508 |
| 1918  | Artillerie métropolitaine                            | Artillerie anti-aérienne                             | Régiments : 61. 62. 63. 64. 65. 66. 67. 166 |
| 1918  | Artillerie métropolitaine                            | Escadrilles d’artillerie                             | Régiments : 203. 204. 205. 208. 211. 212. 215. 216. 217. 223. 225. 226. 228. 229. 230. 231. 232. 233. 234. 236 |
| 1918  | Artillerie coloniale                                 | Artillerie de campagne hippomobile                   | Régiments : 1. 2. 21. 22. 41. 42. 43 |
| 1918  | Artillerie coloniale                                 | Artillerie de campagne portée                        | Régiments : 3. 23 |
| 1918  | Artillerie coloniale                                 | Artillerie de montagne                               | Régiment : 13 |
| 1918  | Artillerie coloniale                                 | Artillerie lourde hippomobile                        | Régiments : 141. 142. 143. 343 |
| 1918  | Artillerie coloniale                                 | Artillerie coloniale du Maroc                        | Régiment : 1 |
| 1918  | Artillerie coloniale                                 | Artillerie à pied                                    | Régiments : 182. 183 |
| 1918  | Train des équipages militaires et service automobile | Train des équipages militaires et service automobile | - Escadrons : 1. 2. 3. 4. 5. 6. 7. 8. 9. 10. 11. 12. 13. 14. 15. 16. 17. 18. 19. 20. 21 - 688 compagnons hippomobiles — service automobile - 55 sections T.P. - 805 sections T.M. - 54 sections de parc - 148 sections R.V.F. - 200 sections sanitaires |